# Kari Brattset Dale
Kari Skaar Brattset Dale (* 15. Februar 1991 in Fredrikstad, Norwegen) ist eine norwegische Handballspielerin, die dem Kader der norwegischen Nationalmannschaft angehört.

## Karriere
Brattset Dale begann im Alter von neun Jahren das Handballspielen beim norwegischen Verein Tune. Ab dem Jahre 2007 lief die Kreisläuferin für Sarpsborg IL auf. Zwischen 2011 und 2014 spielte sie für Fredrikstad BK. Anschließend stand Brattset Dale für zwei Jahre bei Glassverket IF unter Vertrag, mit dem sie in der höchsten norwegischen Liga antrat und an europäischen Pokalwettbewerben teilnahm. Im Sommer 2016 schloss sie sich Vipers Kristiansand an. Mit den Vipers gewann sie 2017 die Norgesmesterskap, den norwegischen Pokalwettbewerb. Im Finale erzielte sie sechs Treffer. Weiterhin gewann sie mit Kristiansand 2018 die norwegische Meisterschaft. Seit dem Sommer 2018 steht sie beim ungarischen Spitzenverein Győri ETO KC unter Vertrag. Mit Győr gewann sie 2019, 2022, 2023 und 2025 die ungarische Meisterschaft, 2019 und 2021 den ungarischen Pokal sowie 2019, 2024 und 2025 die EHF Champions League. Ab April 2022 pausierte sie schwangerschaftsbedingt. Nach der Geburt ihres Sohnes nahm sie im Januar 2023 das Training in Györ auf.
Brattset Dale gab am 13. März 2016 ihr Debüt in der norwegischen Nationalmannschaft. 2017 gewann sie die Silbermedaille bei der Weltmeisterschaft in Deutschland. Für Norwegen lief sie bei der Europameisterschaft 2018 auf. Zwei Jahre später gewann sie die Goldmedaille bei der Europameisterschaft. Im Turnierverlauf erzielte sie 24 Treffer. Mit der norwegischen Auswahl gewann sie die Bronzemedaille bei den Olympischen Spielen in Tokio. Brattset Dale erzielte im Turnierverlauf insgesamt 33 Treffer. 2021 gewann sie mit Norwegen die Weltmeisterschaft und wurde zum MVP gekürt. Zwei Jahre später errang sie die Silbermedaille bei der Weltmeisterschaft, bei der sie sieben Tore warf. Bei den Olympischen Spielen 2024 in Paris gewann sie die Goldmedaille und wurde in das All-Star-Team gewählt. Im selben Jahr gewann sie einen weiteren Titel bei der Europameisterschaft.